# Рената Скотто
Рена́та Ско́тто (італ. Renata Scotto; 24 лютого 1934, Савона — 16 серпня 2023, там само) — італійська оперна співачка (сопрано), освітянка, театральна режисерка, біографка.

## Біографія
Рената Скотто народилася у місті Савона в Італії, де згодом через 18 років і дебютувала на оперній сцені — у ролі Віолетти у «Травіаті» Верді. З 1953 року виступала на сцені міланського театру «Нуово», а наступного року вийшла на сцену «Ла Скала». Виступала з 1957 у Лондоні (партії Мімі, Адіни в «Любовному напої»). Успіх супроводжував співачку на Единбурзькому фестивалі у 1957 році, де вона замінила Марію Каллас у партії Аміни в «Сомнамбулі». Великий вплив на становлення Скотто як співачки справила іспанська співачка та педагог Мерседес Льопарт.
У 1964 році разом із театром «Ла Скала» Рената Скотто вперше відвідала із гастролями Москву, співала вона тоді в опері «Лючія ді Ламмермур».
З 1965 року Рената Скотто співпрацює із «Метрополітен Опера» (дебют у головній партії в «Мадам Баттерфляй»), де вона виступає до 1987 (серед партій — Лючія, Леонора в «Трубадурі», Єлизавета в «Дон Карлосі», Дездемона). Вона співала в Мюнхені, Берліні, Чикаго (з 1960, дебют в партії Мімі), неодноразово виступала на фестивалі «Арена ді Верона» (1964-81). У репертуарі Скотто були також партії драматичного плану, такі як Норма, Леді Макбет, Джоконда в одноіменній опері Амількаре Понк'єллі). У 1992 році Скотто виконала партію Маршальші в «Кавалері троянди» (Театр Массімо Белліні, Катанія), у 1993 виступила в моноопері «Людський голос» Пуленка на фестивалі «Флорентійський музичний травень». У 1997 році виступила з камерною програмою у Москві. Всього у репертуарі Ренати Скотто було понад сорок ролей.
У 2011 році Рената Скотто увійшла у склад журі конкурсу вокалістів Міжнародного конкурсу імені Чайковського, який проходив у Санкт-Петербурзі.
На даний час Рената Скотто живе у США, але також проводить багато часу у Європі, де бере участь у театральних постановках як режисер, викладає у Музичній академії Санта-Чечілія у Римі.

## Режисерська діяльність

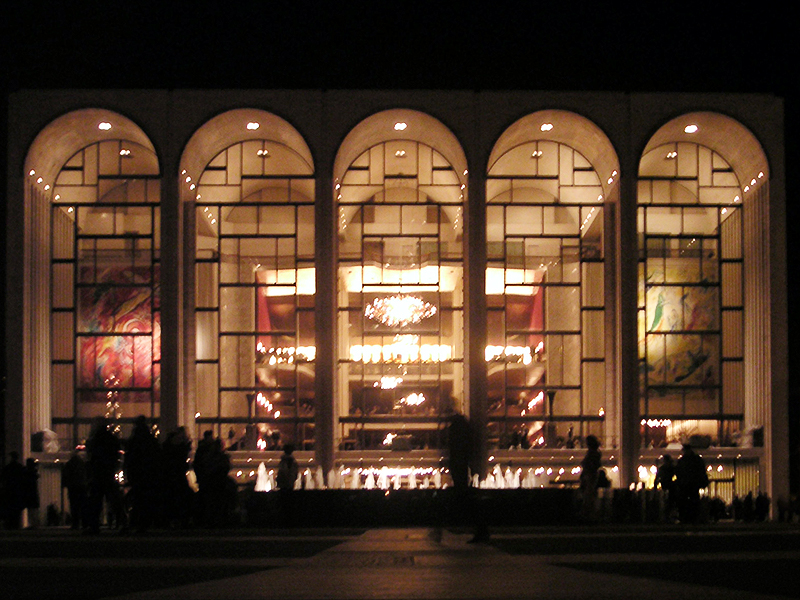
Метрополітен Опера у Нью-Йорку

Постановка оперних спектаклів у Метрополітен Опера, Арена ді Верона, Флоридському оперному театрі (Маямі), Фінській національній опері, театрі міста Катанія, Лірик опера (Чикаго), у театрах Сантьяго, Афін та інших міст.
- «Норма» (постановка у Фінській національній опері)
- «Мадам Баттерфляй» (Метрополітен Опера, Арена ді Верона, Флорида Гранд Опера, Палм Біч Опера)
- «Пірат» (Катанія, 1993)
- «Валлі» (Даллас, Берн)
- «Травіата» (Нью-Йорк Сіті Опера, 1995)
- «Богема» (Чикаго 2007 та Палм Біч Опера 2009)
- «Турандот» (Афіни 2009)
- «Сомнамбула» (Катанія, 1994; Маямі та Мічиган 2008)
- «Лючія ді Ламмермур» (Салоніки 2004)
- «Адріана Лекуврер» (Сантьяго 2002)
- «Un ballo in maschera» (Чикаго 2010)

## Нагороди та призи
- Премія Святого Михайла 1994
- Премія «Еммі» за телепостановку «Травіати» для «Нью-Йорк Сіті Опера» у 1995 році.
- Opera News Award 2006.

## Дискографія

### Аудіо
(У абетковому порядку за композиторами)
- Белліні. Капулетті і Монтеккі. Claudio Abbado, 1968
- Белліні. Сомнамбула. Cillario, 1972, Ковент Гарден
- Белліні. Сомнамбула. Santi, ЛА Фениче, 1961
- Белліні. Іноземка (La straniera). Gracis.
- Белліні. Норма. Levine; Sony 1979
- Белліні. Норма. Muti, Флоренція, 1981
- Белліні. Заїра. Belardinelli
- Бізе. Кармен (партія Мікаели). Molinari-Pradelli
- Верді. Ломбардці у першому хрестовому поході. Gavazzeni
- Верді. Сицилійська вечірня. Gavazzeni
- Верді. Сицилійська вечірня. Muti
- Верді. Травіата. Cillario
- Верді. Травіата. Votto DG 1963
- Верді. Травіата. Muti. EMI 1980
- Верді. Набукко. Muti. EMI, 1978
- Верді. Реквієм. Muti; EMI
- Верді. Реквієм. Abbado, Rome 1977
- Верді. Ріголетто; Gavazzeni; RCA
- Верді. Ріголетто; Kubelik; RCA
- Верді. Ріголетто, Giulini
- Верді. Отелло; Levine; RCA
- Верді. Отелло, Muti, Firenze, 1978
- Верді. Пісні. Вашингтон
- Вольф-Феррарі. Секрет Сусанни. Pritchard, CBS 1980
- Гуно. Філемон і Бавкіда. Sanzogno
- Гуно. Фауст. Parodi
- Доніцетті. Дон Паскуале, Franci
- Доніцетті. Любовний напій, Gavazzeni
- Доніцетті. Лючія ді Ламмермур. Sanzogno, 1959
- Доніцетті. Лючія ді Ламмермур. Gavazzeni
- Доніцетті. Лючія ді Ламмермур. Sanzogno
- Доніцетті. Лючія ді Ламмермур. Rigacci
- Доніцетті. Марія ді Роган. Gavazzeni
- Доніцетті. Анна Болейн. Даллас, Rudel, 1980
- Джордано. Андре Шеньє. Levine; RCA 1978
- Керубіні. Медея (Glauce), Serafin, EMI 1957
- Леонкавалло. Паяци. Muti. EMI
- П'єтро Масканьї. Сільська честь; Levine; RCA
- Джакомо Меєрбер. Роберт-Диявол. Sanzogno
- Меєрбер. Пророк. Lewis, CBS
- Перголезі. Служниця-пані (La serva padrona). Fasano
- Понк'єллі. Джоконда. Bartoletti
- Пуччіні. Едгар. Queler. CBS
- Пуччіні. Богема. Votto DG, 1962
- Пуччіні. Богема. Levine, EMI, 1979
- Пуччіні. Віллі. Maazel, CBS
- Пуччіні. Триптих: «Плащ», «Сестра Анджеліка», «Джанні Скіккі». Maazel; CBS 1979
- Пуччіні. Мадам Баттерфляй. Barbirolli. EMI 1966
- Пуччіні. Мадам Баттерфляй. Maazel. Sony 1978
- Пуччіні. Мадам Баттерфляй, Adler, San Francisco 1965
- Пуччіні. Мадам Баттерфляй, Basile
- Пуччіні. Тоска. Levine, EMI, 1980
- Пуччіні. Турандот (Liù), Molinari-Pradelli, EMI, 1967
- Рефіче (Licinio Refice[en]). Чечілія (Cecilia). Campori
- Респігі; Захід сонця (Il Tramonto). Фултон, Токійський струнний квартет
- Россіні. Севільський цирюльник. Bellezza
- Спонтіні. Весталка. Picchi
- Чілеа. Адріана Лекуврер; Levine; Sony
- Чілеа. Адріана Лекуврер; Gavazzeni
- Кращі записи Ренати Скотто (The very best of Renata Scotto). Arias y escenas; EMI
- Італійські оперні арії (Italian Opera Arias). Gavazzeni. Sony 1976
- Арії та пісні. Твори Масканьї, Ліста, Скарлатті, Россіні. Ivan Davis
- Концерт творів французьких композиторів (Берліоза, Оффенбаха, Массне, Тома, Гуно). Rosenkrans
- Концерт творів Гайдна, Доніцетті, Форе, Пуччіні (Recital). Arnaltes
- Різдво з Ренатою Скотто (Christmas with Scotto). Anselmi
- У Москві. Запис 1964. (In Moscow. Recorded Live In 1964). («Мелодія», 2009)

### Відео
(У абетковому порядку за композиторами.)
- Верді «Отелло». Levine; Met 1978
- Верді «Травіата». Verchi, Токио 1973
- Верді «Luisa Miller». Levine; Met 1979
- Гуно «Фауст». Ethuin, Токио, 1973
- Доніцетті «Любовний напій». Gavazzeni. Флоренция, 1967
- Доніцетті «Лючія ди Ламермур». Bartoletti, Токио, 1967
- Пуччіні «Богема». Levine (Mimì), Met 1977
- Пуччіні «Богема». Levine (Mussetta), Met 1982
- Пуччіні «Манон Леско». Levine; Met 1983
- Дзандонаї. Франческа да Ріміні. Levine; Met 1984
- Концерт у Будапешті. 1991, Lukacs
- Концерт у Монреалі. 1986, Fulton, Armenian